# Fuerza disipativa
Una fuerza disipativa es cualquier sistema de fuerzas o campo de fuerzas, tales que un sistema sometido a esas fuerzas pierde energía mecánica. En esas condiciones se habla de "disipación de energía mecánica".

## Fuerza disipativa en física clásica
En mecánica clásica un sistema es conservativo cuando está sujeto a fuerzas que dependen solo de la posición, por tanto, de acuerdo con la segunda ley de Newton tenemos:

(1){\displaystyle m{\frac {{\text{d}}^{2}{\boldsymbol {r}}}{{\text{d}}t^{2}}}={\boldsymbol {F}}({\boldsymbol {r}})}

Multiplicando escalarmente la ecuación anterior a ambos lados por la velocidad tenemos:

(2){\displaystyle m{\frac {{\text{d}}^{2}{\boldsymbol {r}}}{{\text{d}}t^{2}}}\cdot {\frac {{\text{d}}{\boldsymbol {r}}}{{\text{d}}t}}={\boldsymbol {F}}({\boldsymbol {r}})\cdot {\frac {{\text{d}}{\boldsymbol {r}}}{{\text{d}}t}}\qquad \Rightarrow {\frac {\text{d}}{{\text{d}}t}}\left[{\frac {m}{2}}\left({\frac {{\text{d}}{\boldsymbol {r}}}{{\text{d}}t}}\right)^{2}\right]=-{\frac {{\text{d}}V({\boldsymbol {r}})}{{\text{d}}t}}}

Donde se definen la energía potencial V y cinética K como:

(3){\displaystyle V({\boldsymbol {r}})=V_{0}-\int {\boldsymbol {F}}\cdot {\text{d}}{\boldsymbol {r}},\qquad K={\frac {m}{2}}\left({\frac {{\text{d}}{\boldsymbol {r}}}{{\text{d}}t}}\right)^{2}}

La ecuación (2) conduce a una ley de conservación de la energía:

(4){\displaystyle {\frac {\text{d}}{{\text{d}}t}}\left[K({\boldsymbol {\dot {r}}})+V({\boldsymbol {r}})\right]=0}

Sin embargo, si la fuerza depende de la velocidad o del tiempo, no es posible definir de manera unívoca la energía potencial. Y en ese caso no existe una ley de conservación. En general para fuerzas que dependen negativamente del módulo de la velocidad tenemos que la energía cinética disminuye con el tiempo ese fenómeno se conoce como amortiguamiento o fricción.

### Fricción seca
En el caso de la fricción seca, con frecuencia el módulo de la fuerza de fricción se mantiene constante, pero al depender dicha fuerza de la dirección de avance la fuerza deja de ser una función exclusiva de la dirección. En concreto el modelo fricción dinámica de Coulomb-Amontons conduce a una fuerza del tipo:

{\displaystyle {\boldsymbol {F}}=-\mu N\ {\boldsymbol {\hat {e}}}_{v}}

donde {\displaystyle \mu } es el coeficiente de fricción dinámico, {\displaystyle N} es la fuerza normal entre el cuerpo y la superficie en la que desliza.

### Amortiguamiento viscoso
Para cuerpos que se mueven lentamente en el seno de un fluido viscoso, en régimen laminar, aparece una fuerza disipativa que se puede modelizar como:

{\displaystyle {\boldsymbol {F}}=-\mu v\ {\boldsymbol {\hat {e}}}_{v}}

donde {\displaystyle \mu } es la viscosidad dinámica, {\displaystyle v} es la celeridad del cuerpo que se mueve dentro del fluido y {\displaystyle {\boldsymbol {\hat {e}}}_{v}} es un vector unitario en la dirección del movimiento del cuerpo.
Para cuerpos moviéndose a altas velocidades y provocando un flujo turbulento a su alrededor la ecuación anterior no es empiricamente adecuada y en su lugar se emplea una expresión para la resistencia aerodinámica dada por:

{\displaystyle {\boldsymbol {F}}=-\left({\frac {1}{2}}C_{D}\rho v^{2}S\right)\ {\boldsymbol {\hat {e}}}_{v}}

donde {\displaystyle C_{D}} es el coeficiente de resistencia aerodinámica, {\displaystyle \rho } es la densidad del fluido y {\displaystyle S} la superficie transversal perpendicular a la dirección de avance del cuerpo.